# Новая Гребля (Киевская область)
Но́вая Гре́бля (укр. Нова Гребля) — село, входит в Бородянский район Киевской области Украины.
Население по переписи 2001 года составляло 615 человек. Почтовый индекс — 07842. Телефонный код — 4577. Занимает площадь 15,02 км². Код КОАТУУ — 3221086801.

## Местный совет
07842, Киевская обл., Бородянский р-н, с. Новая Гребля, ул. Комсомольская, 63а